# Jerzy Ombach
Jerzy Ombach (ur. 1950) – polski matematyk, kierownik Katedry Matematyki Stosowanej Instytutu Matematyki Uniwersytetu Jagiellońskiego.

## Życiorys
Ukończył studia matematyczne na Uniwersytecie Jagiellońskim w roku 1973. Stopień doktora uzyskał w roku 1976 (promotor: Andrzej Pelczar), stopień doktora habilitowanego w roku 1989, tytuł profesora w roku 2002. Specjalizuje się w teorii układów dynamicznych, zastosowaniach matematyki, metodach optymalizacji i statystyce. W latach 2003–2008 zajmował stanowisko zastępcy dyrektora Instytutu Matematyki UJ ds. ogólnych,  w latach 2008–2011 stanowisko prodziekana ds. dydaktycznych  Wydziału Matematyki i Informatyki UJ, a w latach 2012–2020 pełnił funkcję dyrektora Instytutu Matematyki UJ.  Jest autorem licznych artykułów naukowych oraz kilku książek. Był promotorem sześciu prac doktorskich (Andrzej Bielecki, Marcin Mazur, Piotr Kościelniak, Piotr Oprocha, Jolanta Jarnicka, Dawid Tarłowski).
Odznaczony Krzyżem Kawalerskim Orderu Odrodzenia Polski (2011) oraz Medalem Komisji Edukacji Narodowej. Laureat Nagrody Rektora UJ Pro Arte Docendi (2007).

## Publikacje
W dorobku publikacyjnym J. Ombacha znajdują się m.in.:

## Książki
- Jerzy Ombach,	Wykłady z równań różniczkowych,	Wydawnictwo Uniwersytetu Jagiellońskiego, Kraków 1996
- Jerzy Ombach,	Wstęp do rachunku prawdopodobieństwa, Wydawnictwo IM AGH, Kraków 1997
- Jerzy Ombach,	Wykłady z równań różniczkowych wspomagane komputerowo - Maple, Wydawnictwo Uniwersytetu Jagiellońskiego, Kraków 1999
- Jerzy Ombach,	Rachunek prawdopodobieństwa wspomagany komputerowo - Maple, Wydawnictwo Uniwersytetu Jagiellońskiego, Kraków 2001
- Sasha Cyganowski, Peter Kloeden, Jerzy Ombach, From elementary probability to stochastic differential equations with Maple, Springer Verlag, 2002 ISBN 978-3-540-42666-0
- Jerzy Ombach,	Rachunek prawdopodobieństwa wspomagany komputerowo dla studentów matematyki stosowanej, Wydawnictwo Uniwersytetu Jagiellońskiego, Kraków 2018 ISBN 978-83-233-4594-7

## Wybrane inne publikacje
- Jerzy Ombach, Dawid Tarłowski,	Nonautonomous Stochastic Search in Global Optimization, Journal of Nonlinear Sciences vol. 22(2012) (2012), 169-185
- Marcin Mazur, Jerzy Ombach,	 Shadowing and likes as C^0 generic properties, Lecture Notes in Nonlinear Analysis vol. 3 (2002), 159-189
- Jerzy Ombach,	Shadowing, expansiveness and hyperbolic homeomorphisms, Journal of the Australian Mathematical Society SER. A vol. 61 (1996), no. 1, 57--72
- Jerzy Ombach,	Sinks, sources and saddles for expansive flows with the pseudo-orbits tracing property, Annales Polonici Mathematici vol. 53 (1991), no. 3, 237--252
- Jerzy Ombach, Equivalent conditions for hyperbolic coordinates, Topology Applications vol. 23 (1986), no. 1, 87--90

## Nagrody
- 1973 – Nagroda  Polskiego Towarzystwa Matematycznego w Konkursie im. J. Marcinkiewicza na najlepszą pracę studencką
- 1978 – Nagroda Polskiego Towarzystwa Matematycznego dla młodych matematyków
- 2007 – Nagroda J.M. Rektora UJ Pro Arte Docendi[3]